# Учитель Олексій Юхимович
Олексій Юхимович Учитель (рос. Учитель Алексей Ефимович; нар. 31 серпня 1951, Ленінград, РРФСР, СРСР) — радянський і російський кінорежисер, сценарист, продюсер. Народний артист Російської Федерації (2002), художній керівник кіностудії «Рок».

## Біографія
Олексій Учитель народився 31 серпня 1951 року в Ленінграді в єврейський родині режисера-документаліста Юхима Юлійовича Учителя (1913—1988) та Ніни Костянтинівної Войцеховської (1922—1995). Батько — оператор, режисер, народний артист СРСР, мати — редактор у видавництві «Мистецтво».
У 1975 році закінчив ВДІК, працював на Ленінградської студії документальних фільмів.
У 1990 році заснував свою кіностудію «Рок». Дебютом в якості режисера ігрових фільмів для Учителя став фільм «Манія Жизелі».
У 2000 році він отримав премію «Ніка», Гран-прі «Кінотавра» і номінацію на «Кришталевий глобус» за фільм «Щоденник його дружини».
У 2002 році Олексій Учитель став народним артистом Росії.
Фільм 2005 року «Космос як передчуття» отримав головний приз XXVII ММКФ — «Золотого Святого Георгія» і премію «Золотий орел» за кращу режисерську роботу.
З 2010 року-президент Міжнародного кінофестивалю документального, короткометражного ігрового та анімаційного кіно «Послання до людини» («Message to Man») в Санкт-Петербурзі.
Вихід фільму «Матильда» (2017) режисера супроводжував скандал.
Олексій Учитель є членом Президії Російської Академії кінематографічних мистецтв «Ніка».
У 2020 році було анонсовано початок роботи над фільмом, присвяченого життю і творчості Пушкіна. Проект розробляється спільно з відомим американським перекладачем Джуліаном Генрі Лоуенфельд.

## Громадська позиція
У жовтні 2008 року підписав відкритий лист-звернення на захист і підтримку звільнення юриста нафтової компанії ЮКОС Світлани Бахміної.
11 березня 2014 року підписав звернення діячів культури Російської Федерації на підтримку політики Президента РФ Володимира Путіна в Україні і в Криму.
Фігурант бази даних центру «Миротворець».

## Фільмографія
| Рік  |     | Назва                                 | Роль                         |    |
| ---- | --- | ------------------------------------- | ---------------------------- | -- |
| 1977 | док | Сто тисяч «я»                         |                              | ру |
| 1978 | док | Пуск. Портрет однієї події            |                              | ру |
| 1980 | док | Скільки облич у дискотеки?            |                              | ру |
| 1982 | док | Хто за? (Три епізоди на сучасну тему) |                              | ру |
| 1983 | док | Тобі довірена земля                   |                              | ру |
| 1983 | док | Акція                                 |                              | ру |
| 1983 | док | Секрет "Лаури"                        | режисер                      | ру |
| 1986 | док | Планета «Наташа»                      |                              | ру |
| 1988 | док | Рок                                   | режисер                      | ру |
| 1988 | док | Обвідний канал                        |                              | ру |
| 1990 | док | Йоли-пали, або Митьки в Європі        |                              | ру |
| 1992 | док | Останній герой                        | режисер, сценарист           | ру |
| 1993 | док | Батерфляй                             |                              | ру |
| 1995 | ф   | Манія Жизелі                          | режисер, продюсер, сценарист | ру |
| 1997 | док | Еліта                                 |                              | ру |
| 2000 | ф   | Щоденник його дружини                 | режисер                      | ру |
| 2003 | ф   | Прогулянка                            | режисер, продюсер            | ру |
| 2005 | ф   | Космос як передчуття                  | режисер                      | ру |
| 2008 | ф   | Полонений                             | режисер, продюсер            | ру |
| 2010 | ф   | Край                                  | режисер, продюсер            | ру |
| 2011 | ф   | Суходіл                               | продюсер                     | ру |
| 2013 | ф   | Вісімка                               | режисер, продюсер            | ру |
| 2017 | ф   | Матильда                              | режисер, продюсер            | ру |
| 2020 | ф   | Цой                                   | режисер, продюсер            | ру |
| 2020 | ф   | Стрєльцов                             | продюсер                     | ру |
| 2022 | ф   | Пальміра                              | продюсер                     | ру |
| 2022 | ф   | Земун                                 | продюсер                     | ру |

## Сім'я
- Батько — Юхим Юлійович Учитель (1913—1988), радянський оператор, режисер, народний артист СРСР, заслужений діяч мистецтв РРФСР, лауреат Державної премії РРФСР.
- Дружина — Кіра Саксаганська (нар. 1962), розлучення з якою не оформлене офіційно; продюсер, генеральний директор щорічного міжнародного конкурсу «Послання до людини».
  - Син — Ілля (нар. 1992), закінчив режисерський факультет ВДІКу.
- Неофіційна дружина — Юлія Пересільд, актриса. Різниця у віці 33 роки. Познайомилися завдяки актору Євгену Миронову.[8]
  - Дочка — Анна (нар. 2009)[9].
  - Дочка — Марія (нар. 2012)[10].

## Нагороди
- 1995 — Заслужений діяч мистецтв РФ[11]
- 2002 — Народний артист Росії[3]
- 2007 — Орден Дружби[12]
- 2011 — Премія «Майстер» на Єреванському кінофестивалі «Золотий абрикос»
- 2013 — Орден Пошани.

## Критика
- З 14 по 29 березня 2017 року було проведено експертизу сценарію і трейлерів фільму О. Ю. Учителя «Матильда». Експерти в складі Ігоря Понкіна, Всеволода Троїцького, Віктора Слободчикова і Олександра Євдокимова кваліфікували зазначені матеріали як «готування до вчинення приниження людської гідності віруючих Російської Православної Церкви (за ознакою ставлення до релігії) і образи їх релігійних почуттів»[13].